# SNCF Z 20500 sorozat

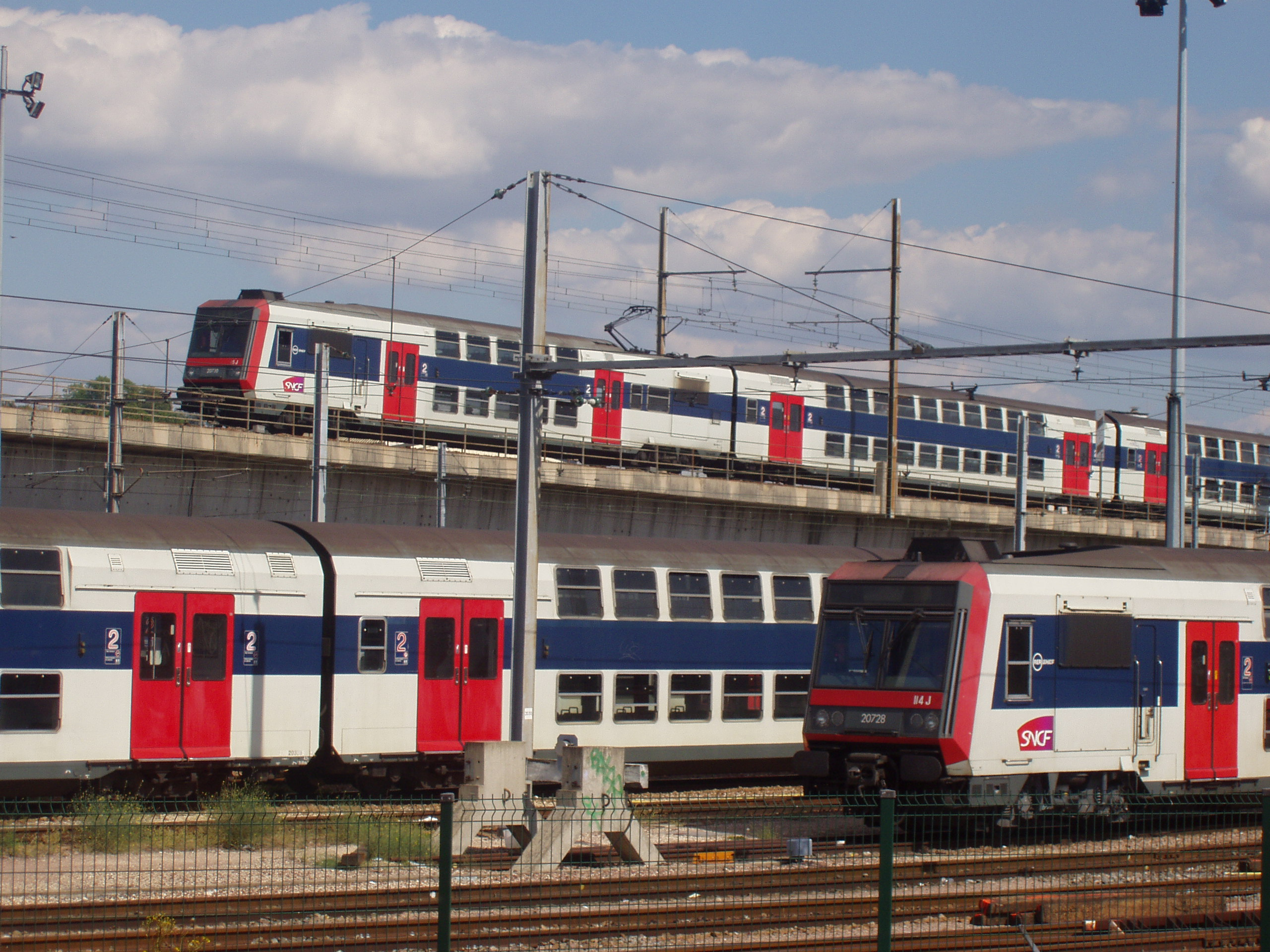
SNCF Z 20500 sorozatú motorvonatok

Az SNCF Z 20500 sorozat egy normál nyomtávolságú francia emeletes villamos motorvonat sorozat, mely a párizsi RER hálózat C és D vonalán közlekedik. Gyártása 1988-ban kezdődött és összesen 200 motorvonatot gyártott a CIMT, az ANF és az Alsthom.
A motorvonat egyaránt képes közlekedni 25 kV 50 Hz-es váltakozó- és 1500 V egyenáramú hálózaton is. Teljesítménye 2800 kW, legnagyobb sebessége 140 km/h.

### Vezetőállás

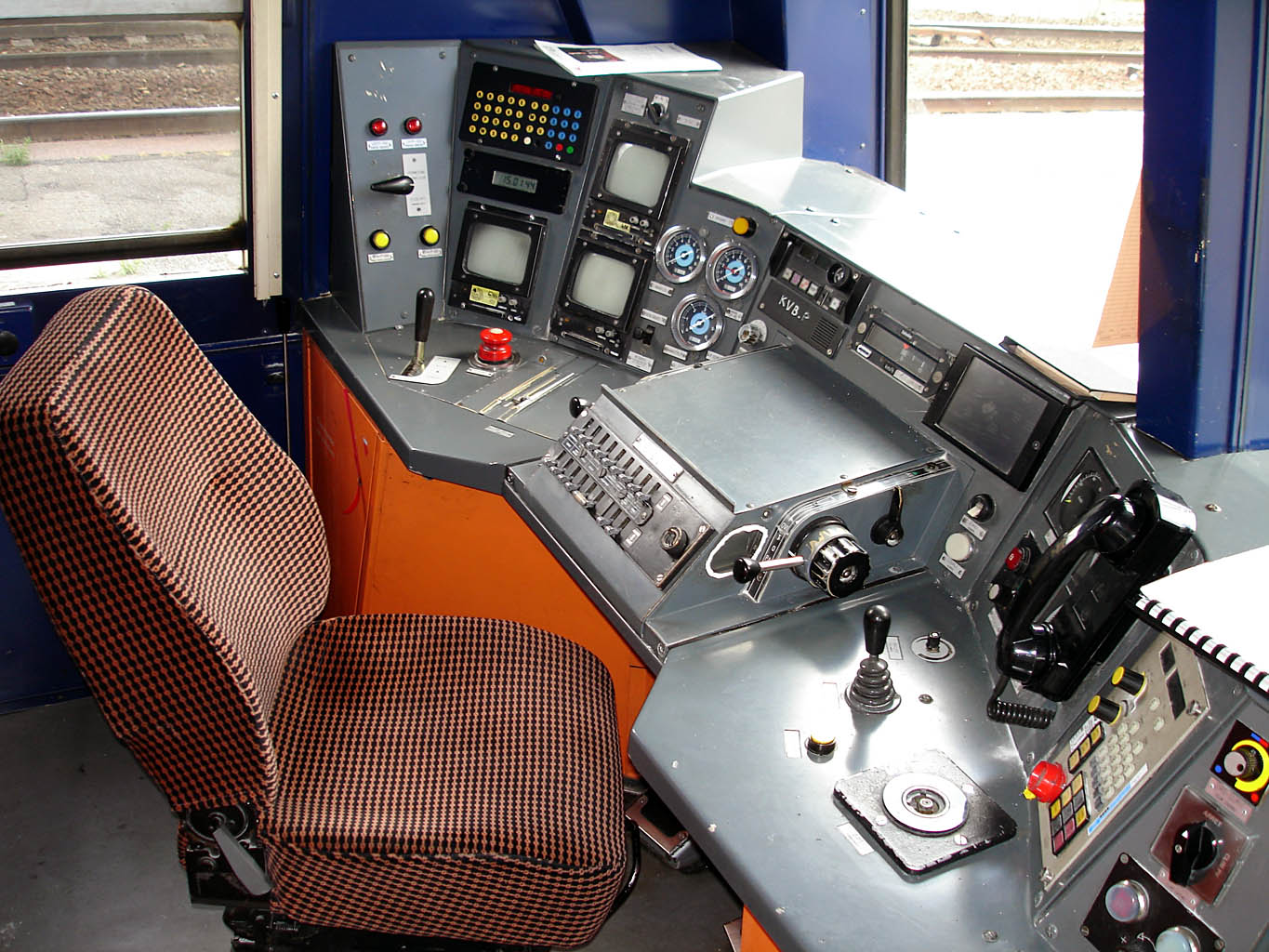
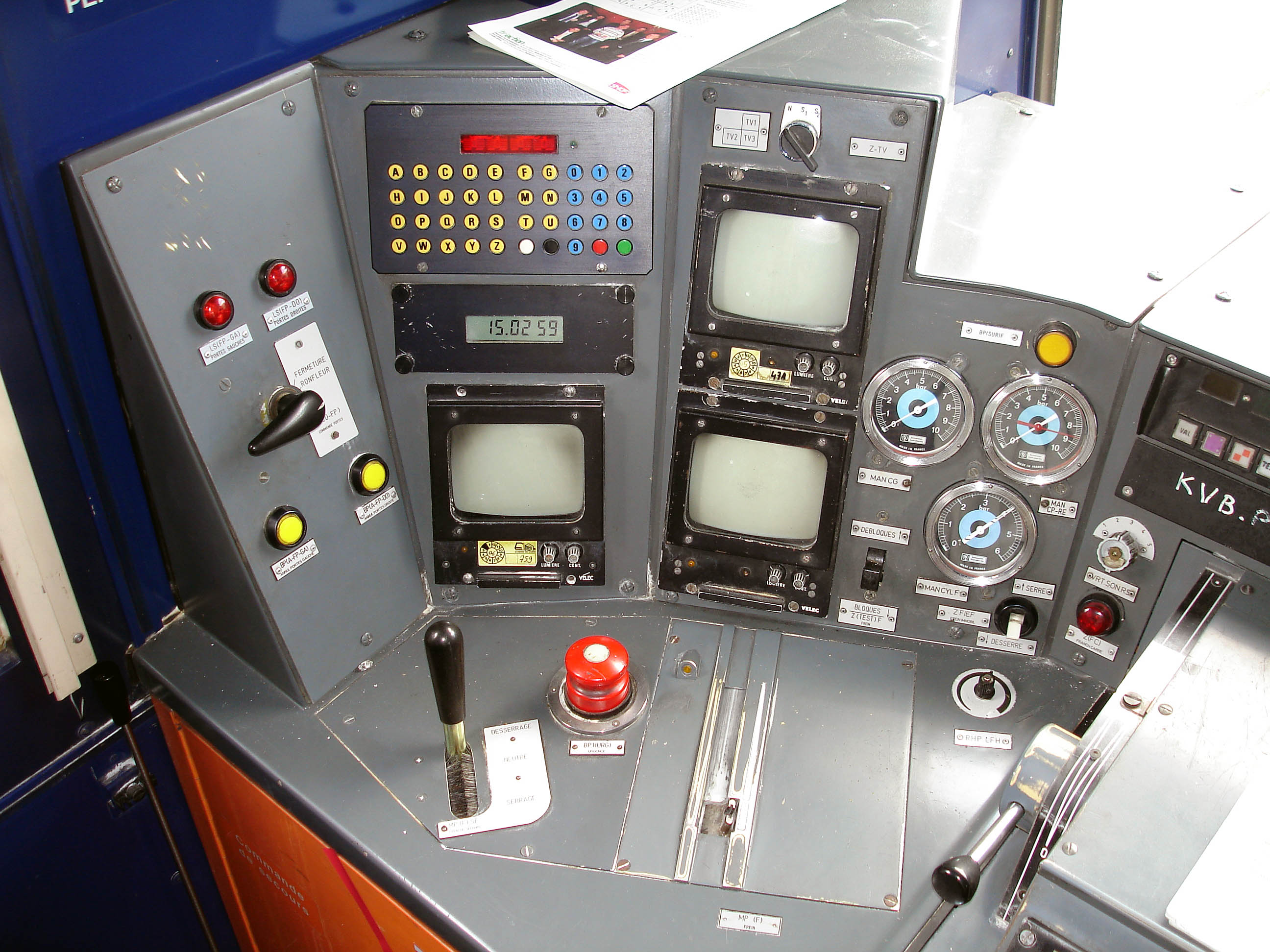
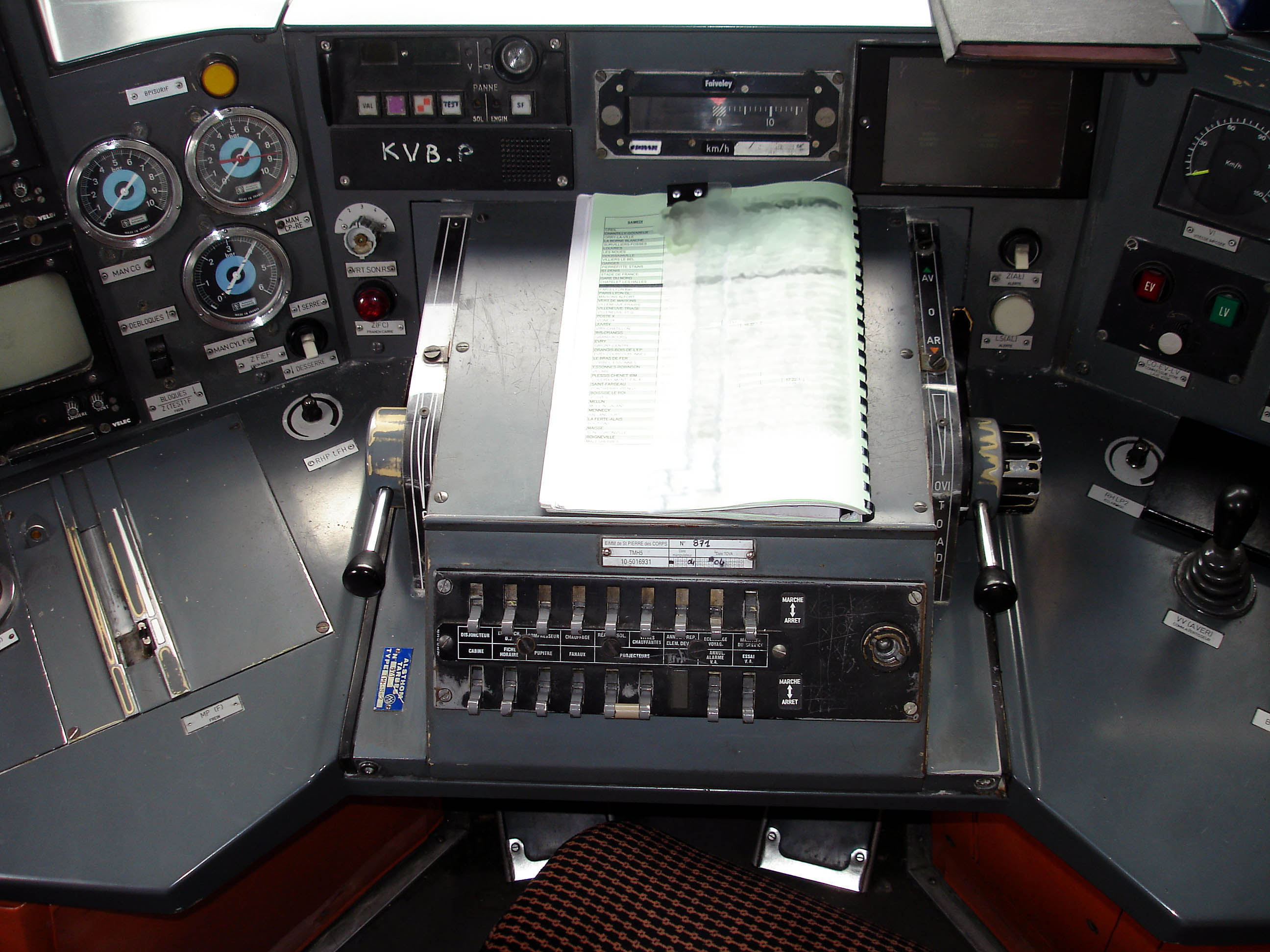
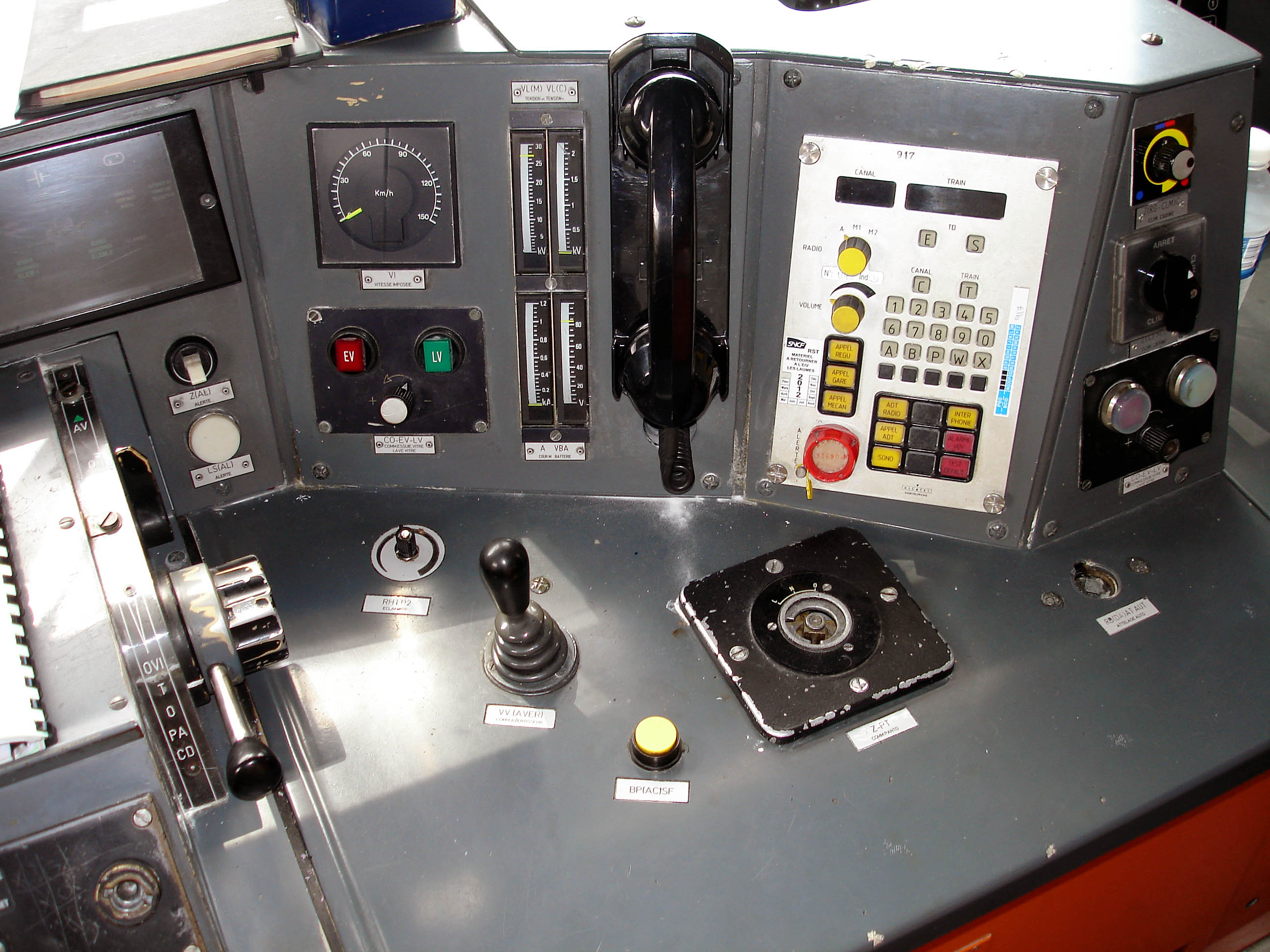

## Képgaléria

### Külső kép

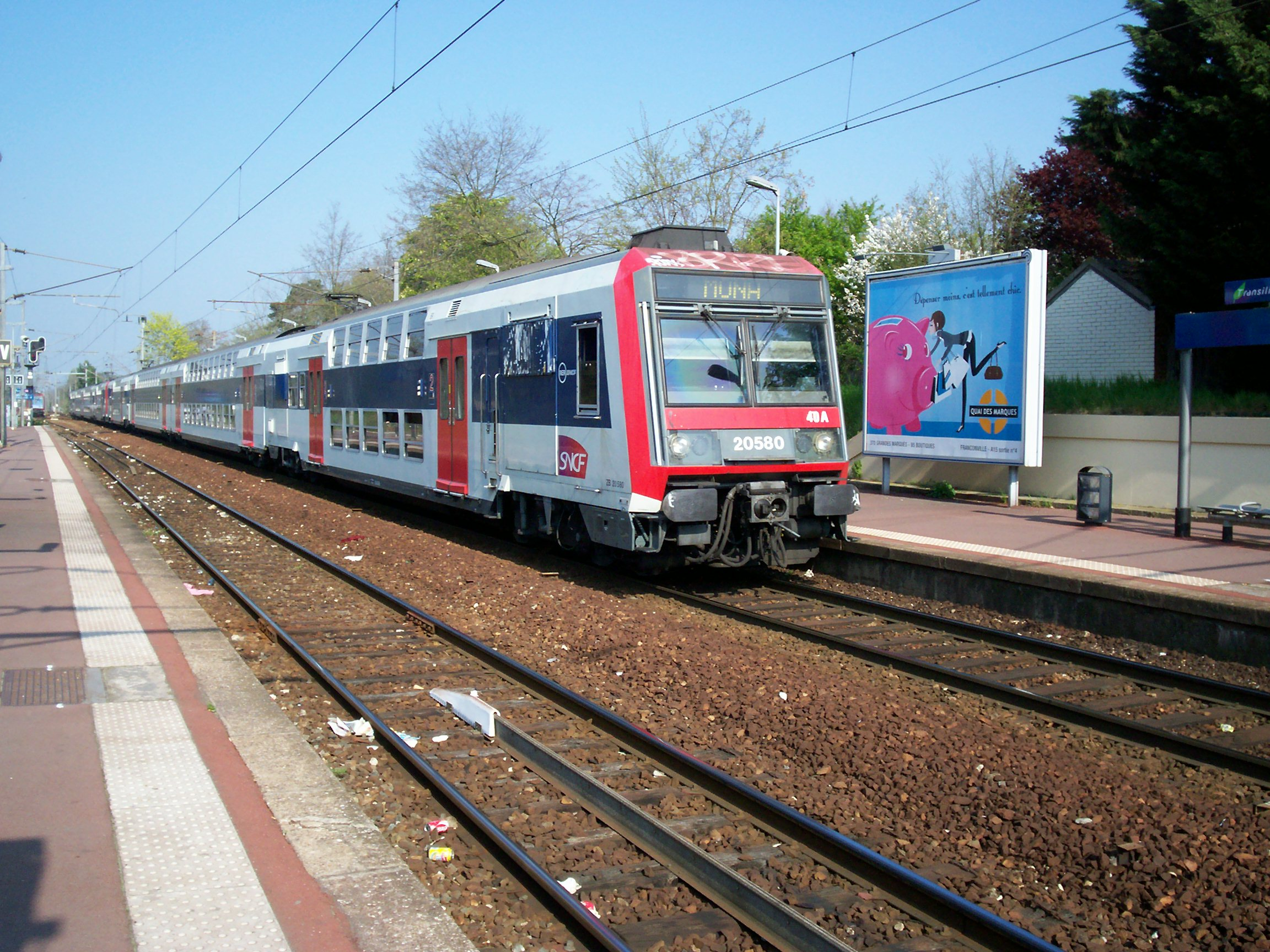
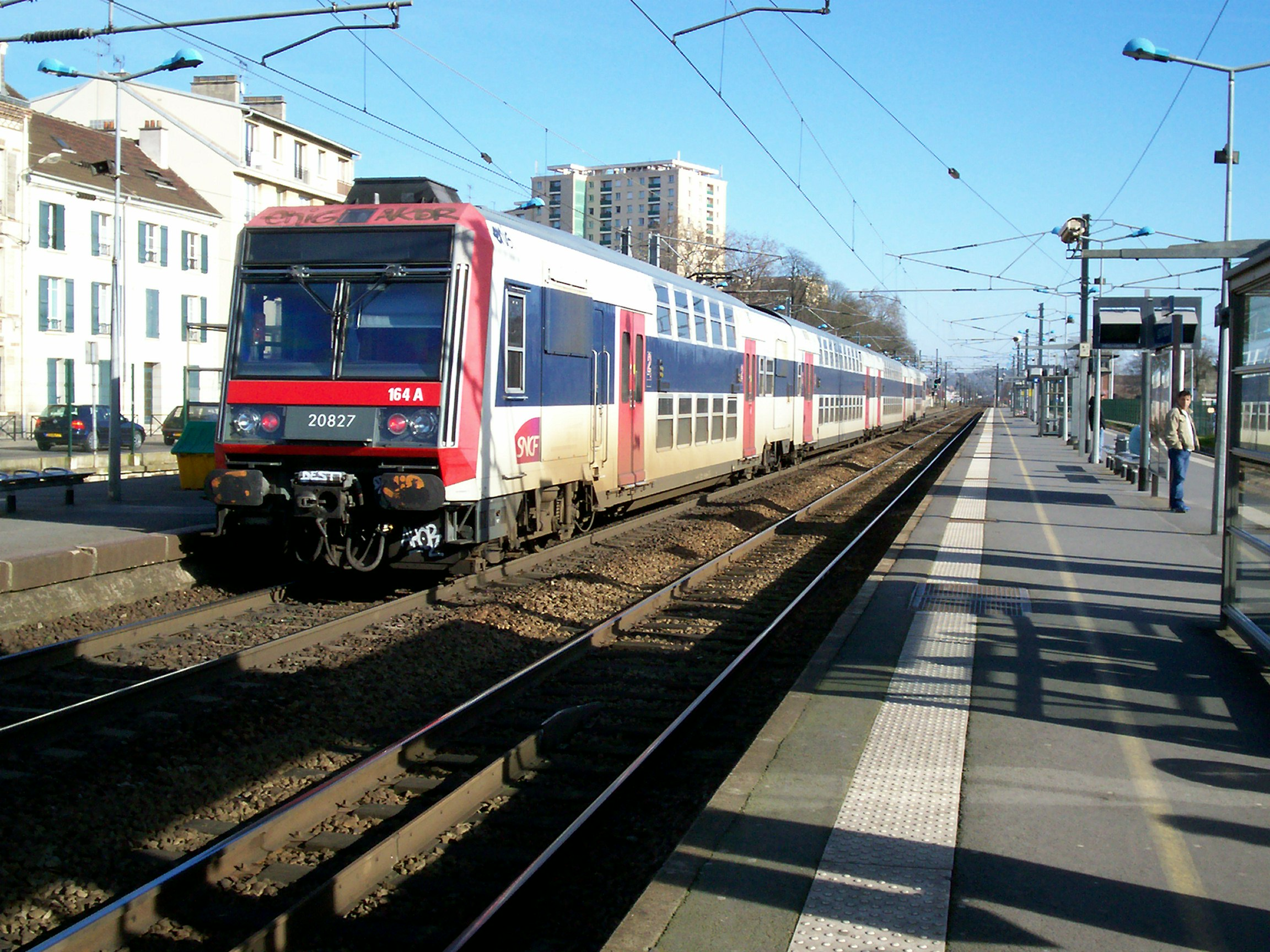
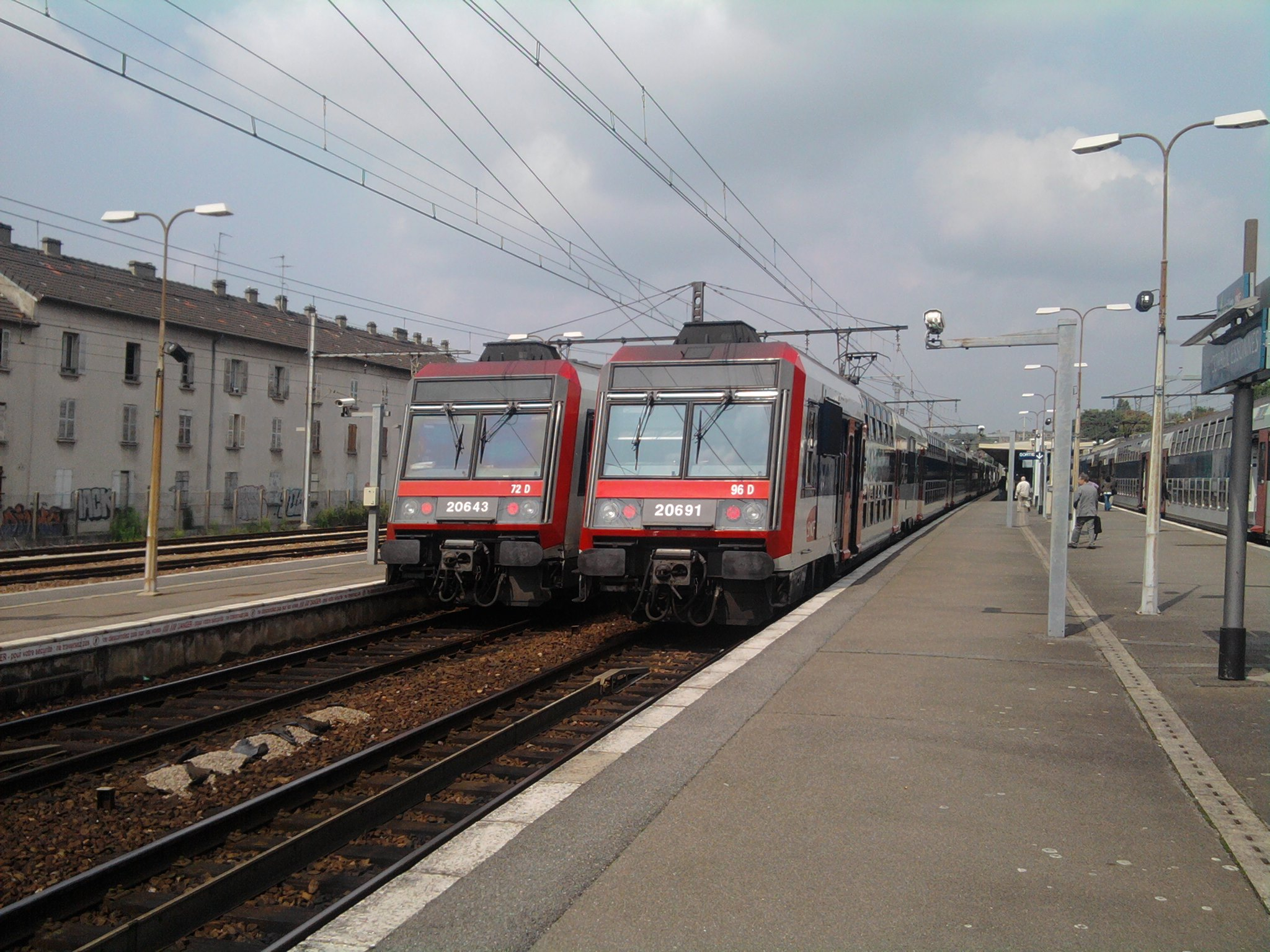
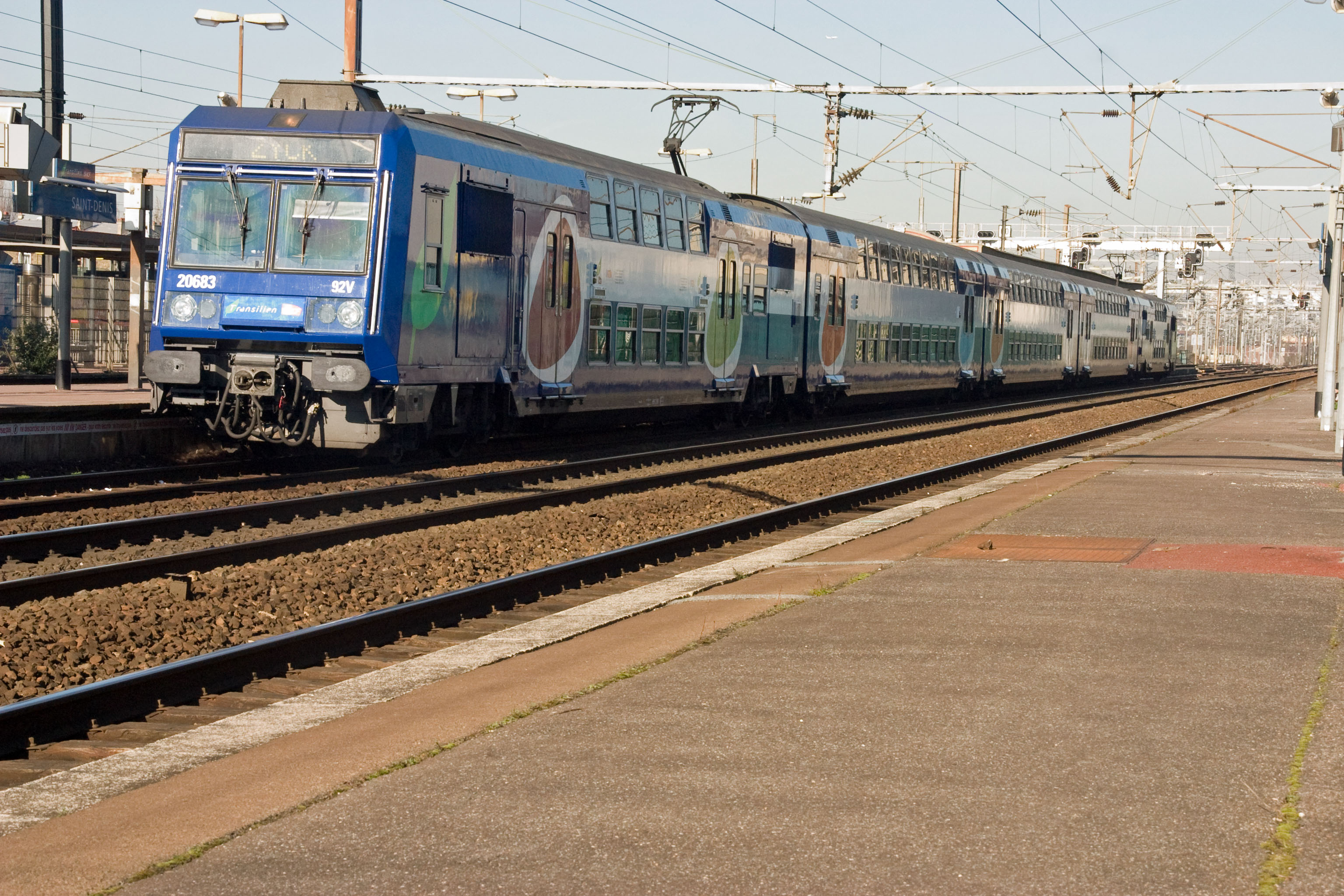
Gare de Saint-Denis állomáson

### Utastér

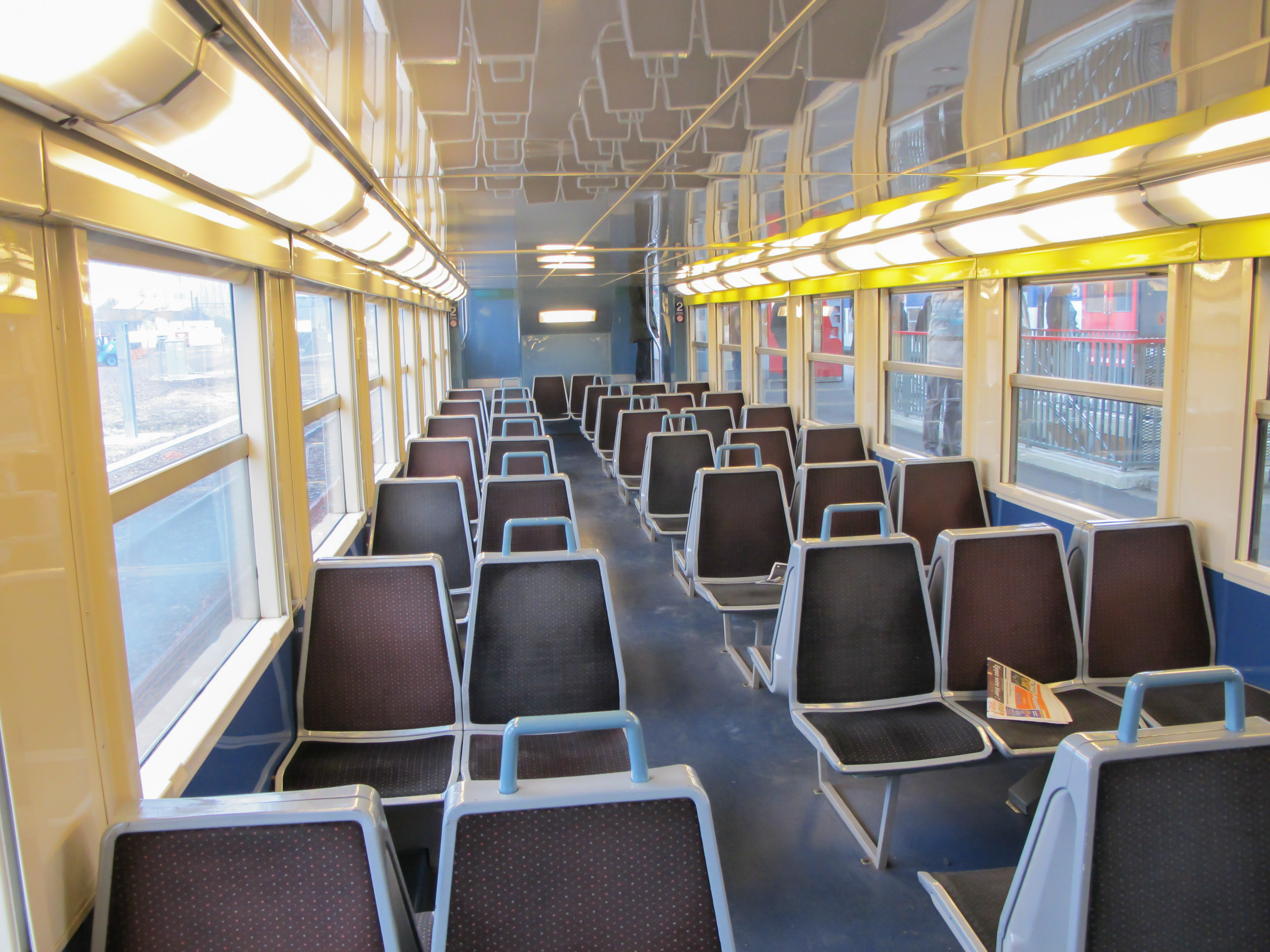
Utastér
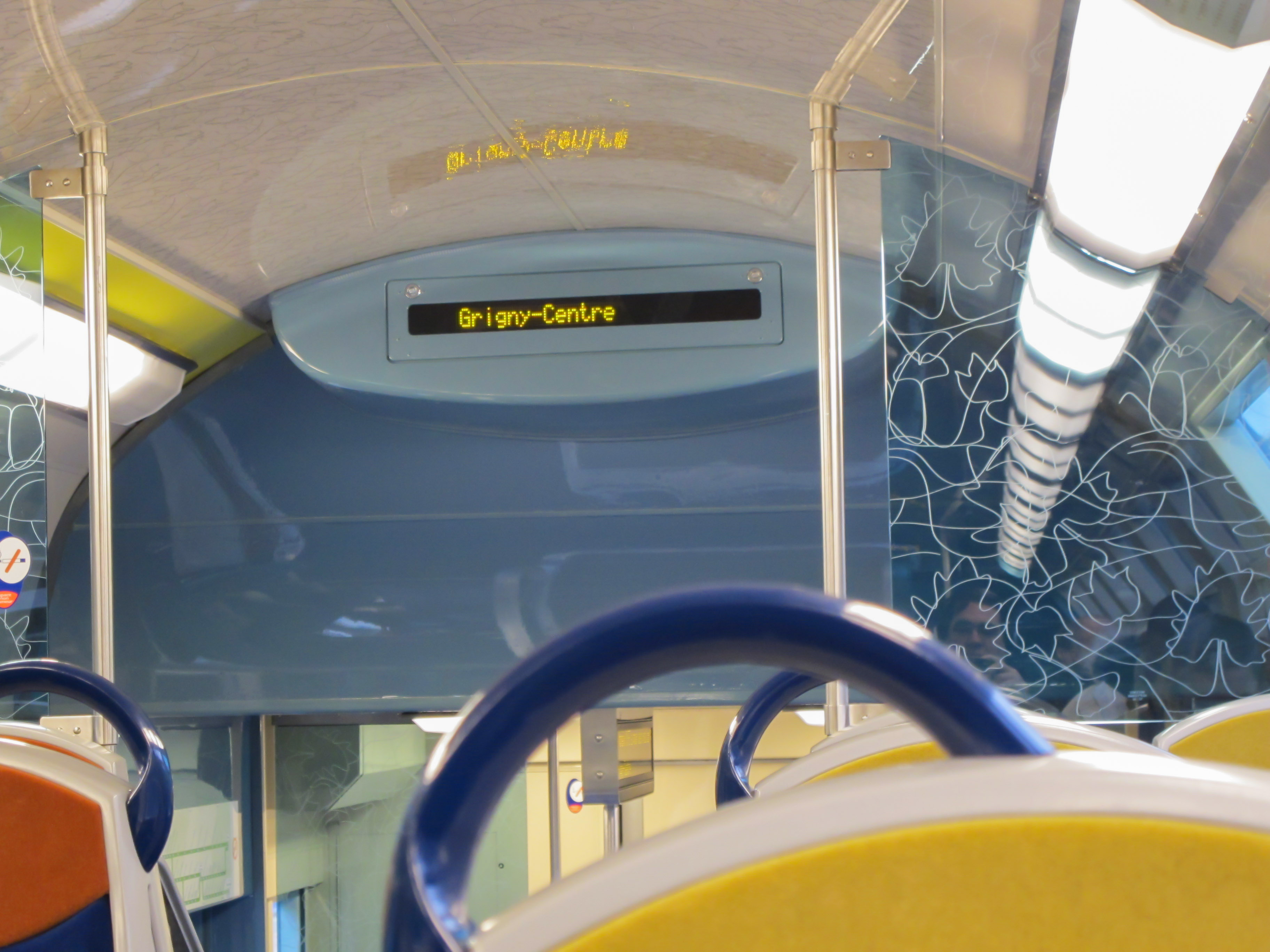
Utastájékoztató monitor
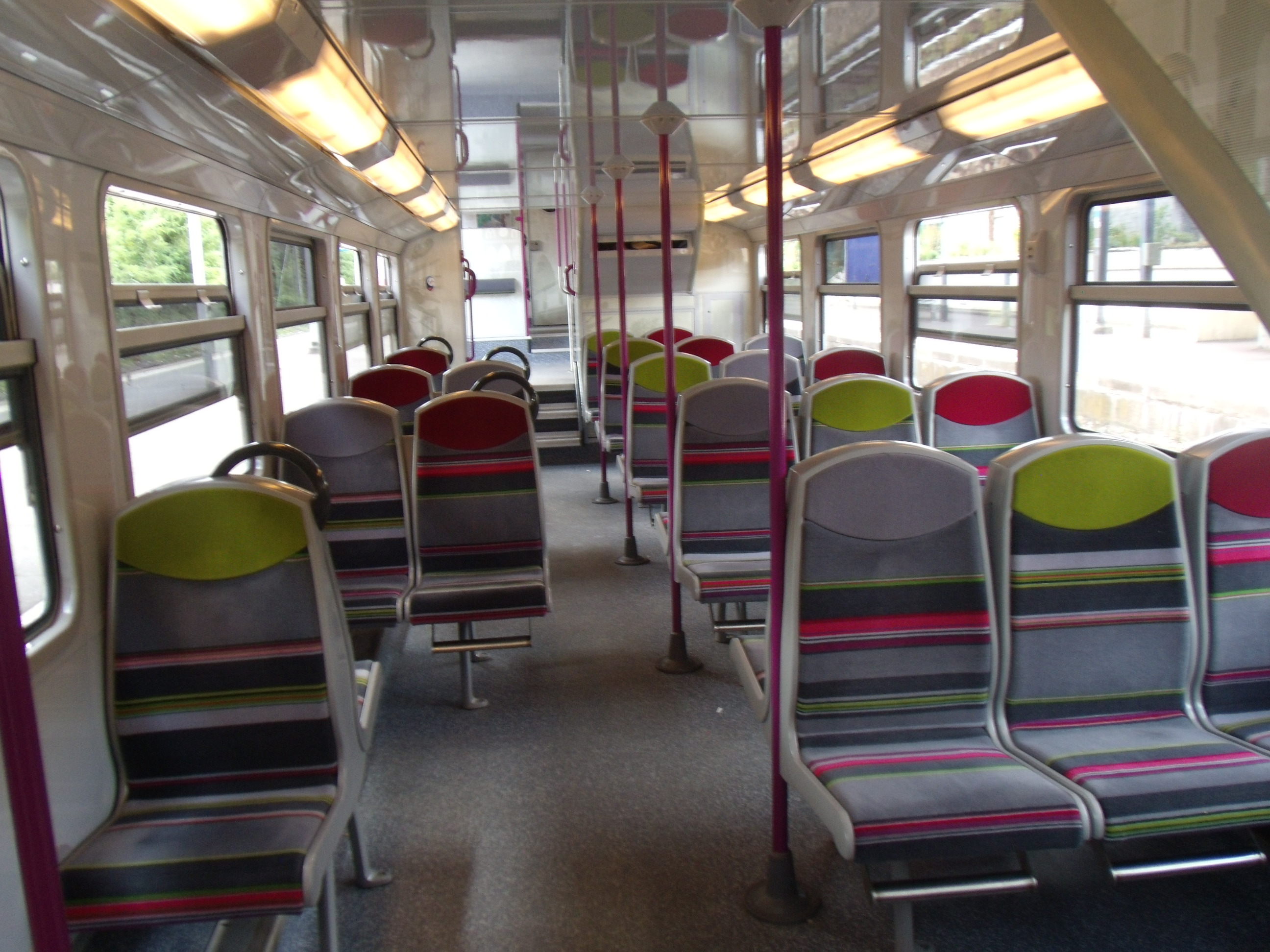
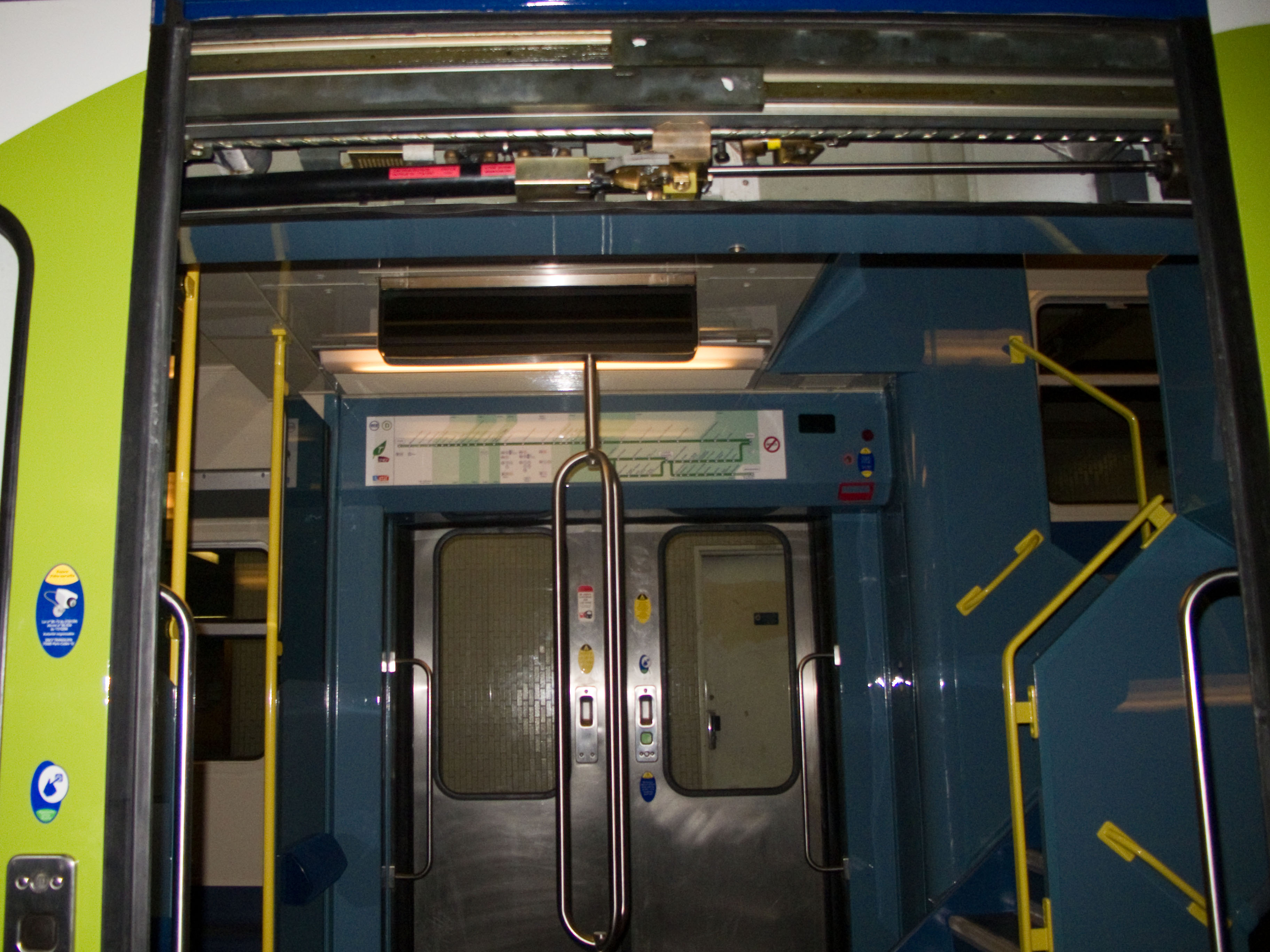
Beszálló ajtók